# Rivers of Babylon
Rivers of Babylon（中文：巴比伦河）是一首宣扬拉斯塔法里运动的歌曲，这首歌是由牙买加的雷鬼乐队The Melodians中的Brent Dowe和Trevor McNaughton在1970年共同创作并录制。其歌词改编自希伯来圣经中詩篇19和137中的文本。这首歌的原版曾作为配乐出现在1972年电影《The Harder They Come》中。
Boney M. 在1978年发行的翻唱版本使这首歌在欧洲重新流行起来，该版本获得了白金唱片，并被称为“英国历史上十大最畅销单曲之一”。

## 创作背景
这首歌的歌词原型是聖經诗篇137：1-4，是一首表达了公元前586年巴比伦征服耶路撒冷后流亡犹太人哀思的赞美诗：原先的以色列王国在大衛王的统治下统一后和所羅門一分为二，北部的以色列王国在公元前722年被亚述人征服，导致以色列12个支派中的10个失散。南部猶大王國（犹太人因此得名）是其組成利未和便雅悯支派的的家园，在这首歌所指被巴比伦征服之前，一直不受外国统治。
By the rivers of Babylon, there we sat down, yea, we wept, when we remembered Zion ... They carried us away in captivity requiring of us a song ... Now how shall we sing the Lord's song in a strange land?
这首歌还有詩篇 19:14中的歌词：
Let the words of my mouth, and the meditation of my heart, be acceptable in thy sight...

## 原始版本
这首歌在1970年发行后迅速在牙买加出名。根据Brent Dowe的说法，这首歌最初被牙买加政府禁止，因为“其公开的拉斯塔法里教义（'King Alpha' 和 'O Far-I'）被认为具有颠覆性和潜在的煽动性”。该乐队的制作人Leslie Kong抨击政府禁止一首歌词几乎完全取自圣经的歌曲，并称圣歌“自远古以来就被牙买加基督徒传唱”。后来在牙买加政府取消了禁令后，这首歌仅用了三周时间就登上了牙买加排行榜的第一名。
这首歌作为1972年的电影《The Harder They Come》的配乐，受到了全球各地的观众的喜爱。这部电影被誉为“将雷鬼音乐带到了世界”。这首歌后来也被用于1999年尼古拉斯·凯奇的电影《午夜速遞》和2010年的电影《杰克去划船》。

## Boney M. 的翻唱版本
Rivers of Babylon曾在1978年由德国迪斯科乐队Boney M.翻唱。该翻唱版本名列英国十大最畅销单曲列表，也是仅有的七首销量超过200万张的歌曲之一。在加拿大，这首歌在《RPM》杂志的“百強单曲榜”上名列前25名，并在“Adult Contemporary”排行榜上排名第9。这首歌还在南非跳羚排行榜上排名第1，这一记录总共保持了11周，并成为年终排行榜的第一名。
该版本的歌词中删除了宣扬拉斯塔法里的词语。尽管最开始该乐队在德国的电视节目中对这首歌进行了混音，并像原版本一样演唱了“How can we sing King Alpha's song”，但后来在正式发布的版本中被改为了“the Lord's song”，恢复了圣经中的原汁原味。为了配合音乐节奏，原歌词中的“O Far-I”被改为了“here tonight”。

### 1988年的混音版本
Rivers of Babylon / Mary's Boy Child / Oh My Lord是Boney M.在1988年发行的混音单曲，该单曲旨在启动乐队的重聚（Boney M. 在1986年解散，那是他们成立10周年)。双A面单曲包含两首歌曲的新混音。尽管单曲两面都畅销，但其并未能上榜。

### 恶搞
The Barron Knights曾在他们发行于1978年的英国喜剧热榜歌曲A Taste of Aggro中模仿过这首歌，并将歌词改为“There's a dentist in Birmingham, he fixed my crown / And as I slept, he filled my mouth with iron”。这首歌是他们最热门的歌曲，曾在英国排行榜上排名第3。
这首歌还曾被澳大利亚民间乐队Redgum模仿，在其专辑《Caught in the Act》中被命名为Fabulon。